# Zwei (1964)
Zwei (Originaltitel: To) ist ein dänisches Filmdrama aus dem Jahr 1964 von Palle Kjærulff-Schmidt. Das Drehbuch stammt von Klaus Rifbjerg. In den Hauptrollen sind Yvonne Ingdal als Lone und Jens Østerholm als Niels zu sehen. Seine Uraufführung erlebte das Werk am 26. August 1964 in Dänemark. In der Bundesrepublik Deutschland hatte es seine Premiere im Juni 1965 im Rahmen der Internationalen Filmfestspiele von Berlin.

## Handlung
„Held“ dieses Films ist ein junger Mann, der sich einerseits als Außenseiter der Gesellschaft fühlt und sich andererseits zugleich in der Gesellschaft anzupassen versucht. Er wechselt die Beschäftigung ebenso häufig wie die von ihm angemieteten Zimmer, und wahrscheinlich trifft dies auch auf die Freundinnen zu. Seine Begegnung mit dem Mädchen Lone, von der der Film schwerpunktmäßig erzählt, verläuft entsprechend turbulent. Denn Lone ist zwar ein aufgeschlossenes und nettes, aber doch recht unkompliziertes Mädel. Sie fühlt sich von dem Außenseiter, der so ganz anders ist als ihre bisherigen Freunde, angezogen und abgestoßen zugleich. Es ist eine Begegnung, intensiv zwar, aber flüchtig, eine Episode in der Großstadt Kopenhagen, in der man sich begegnet und wieder aus den Augen verliert. Irgendwo lauert im Hintergrund die unbestimmbare Furcht vor der Einsamkeit und der Kontaktlosigkeit.

## Kritiken
Der Evangelische Film-Beobachter zeigt sich voll des Lobes: „Sehr lebendige und wirklichkeitsnahe dänische Studie aus dem Alltag, die in ihrer Flüchtigkeit etwas spüren läßt von den Schwierigkeiten menschlichen Zusammenlebens.“